# Thomas Pennant
Pour les articles homonymes, voir Pennant.
Thomas Pennant, né le 14 juin 1726 à Whitford (comté de Flintshire, au Pays de Galles) et mort le 16 décembre 1798 au manoir familial de Downing Hall (près de Whitford), est un aristocrate britannique, connu comme naturaliste et antiquaire, auteur de plusieurs ouvrages importants, notamment dans le domaine de la zoologie, membre de l'Académie des sciences de Suède (1756) et de la Royal Society (1767).

## Biographie

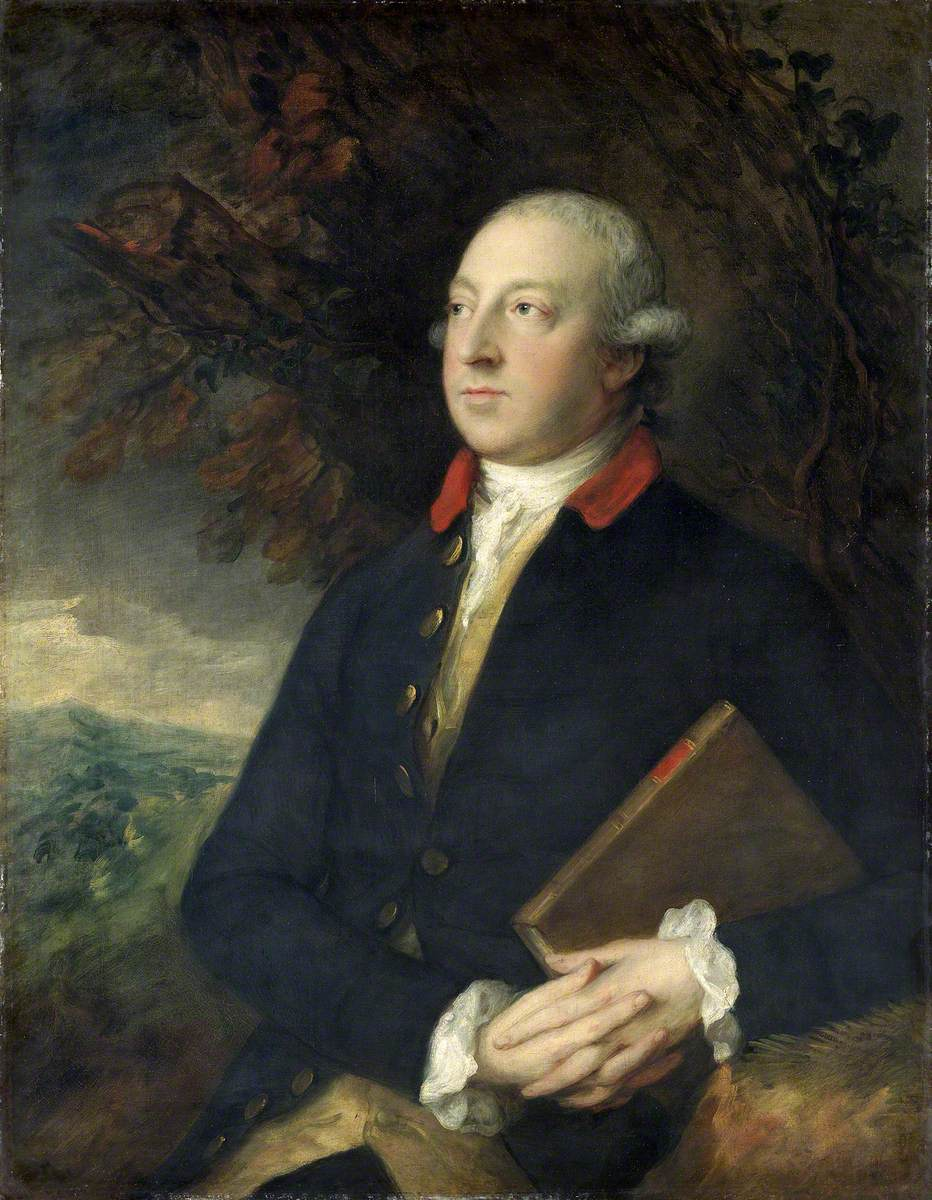
Thomas Pennant par Thomas Gainsborough

### Origines familiales et formation
Thomas Pennant est issu d'une famille noble du Pays de Galles. 
À l'âge de 12 ans (1838), il se découvre une passion pour l'histoire naturelle grâce au livre de Francis Willughby, Ornithology. 
Il fait des études supérieures à Oxford au Queen's College, puis à Oriel College. Comme de nombreux autres étudiants de haute extraction, il quitte Oxford sans diplôme. Mais, en raison de ses travaux zoologiques ultérieurs, il recevra en 1771 un diplôme d'honneur de son université.
Lors d'un voyage en Cornouailles en 1746-1747, il rencontre l'antiquaire et naturaliste William Borlase, qui l'initie à l'étude des minéraux et des fossiles, qui vont être le principal sujet d'études de Pennant durant les années 1750.

### Travaux scientifiques
En 1750, il publie un compte-rendu du tremblement de terre de Downing dans les Philosophical Transactions de la Royal Society. 
En 1756, il fait paraître un article sur les corps coralliaires collectés à Coalbrookdale dans le Shropshire. Pennant se sert aussi de ses connaissances géologiques pour ouvrir une mine de plomb[Où ?].
En 1757, grâce à l'appui de Carl von Linné, il devient membre de l'Académie royale des sciences de Suède. 
En 1761, il publie la première partie de British Zoology, une compilation des connaissances de son époque. Les trois parties suivantes paraîssent de 1761 à 1766. L'iconographie est splendide. La partie consacrée aux oiseaux comprend 107 planches gravées sur cuivres par Mazell et coloriées à la main par Paillon. L'ouvrage est traduit en latin en 1771 sous le titre de Zoologia Britannica tabuli aeneis 132 illustrata.

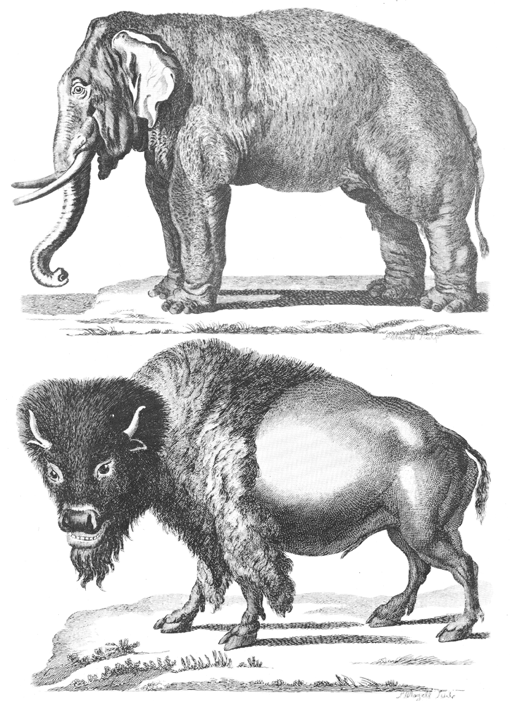
Éléphant et bison d'Amérique. Planche tirée d’History of Quadrupeds (1763).

C'est à cette époque qu'il commence à voyager en Europe et rencontre de nombreux savants et intellectuels comme Buffon, Voltaire, Albrecht von Haller ou Peter Simon Pallas. Toute sa vie, il entretiendra une importante correspondance, notamment avec Carl von Linné, Morten Thrane Brunnich, Johan Christian Fabricius et Otto Friedrich Muller.
En 1767, il devient membre de la Royal Society. En 1769, il fait paraître une Indian Zoology et, en 1771, son Synopsis of Quadrupeds paraît, qui sera plus tard, en 1781, augmenté sous le titre d’History of Quadrupeds. 
Il fait paraître en 1785-1787, Arctic Zoology. 

### Récits de voyage dans les îles Britanniques
À la fin de la même année, il publie, A Tour in Scotland in 1769 (« Un voyage en Ecosse en 1769 »). Le grand succès que rencontre ce livre incite Pennant à lui donner une suite, en deux volumes. Ces œuvres sont importantes car elles évoquent des vestiges anciens, aujourd'hui disparus. 
En 1778, il publie un récit similaire sur un voyage au pays de Galles sous le titre de A Tour in Wales, suivi de Journey to Snowdon.
En 1782, il publie le récit d'un voyage de Chester à Londres, Journey from Chester to London. 
En 1790, paraît Account of London, qui connaît un grand nombre de rééditions. 

### Dernières années
Trois ans plus tard, Pennant fait paraître son autobiographie, Literary Life of the late T. Pennant. 
Fin 1793, il commence Outlines of the Globe, dont les deux premiers volumes paraissent en 1798 et les deux derniers en 1800, publiée après sa mort par son fils David.

### Mort et funérailles
Il meurt dans sa demeure du Pays de Galles, maison de famille datant du XVIIe siècle. 

## Postérité
Sa correspondance avec Gilbert White est à l'origine du livre de White, intitulé The Natural History and Antiquities of Selborne.
La Perruche de Pennant (Platycercus elegans) et la Martre de Pennant (Martes pennanti) commémorent le nom de ce naturaliste.